# Austrosynapha gracilis
Austrosynapha gracilis är en tvåvingeart som först beskrevs av Tonnoir och Edwards 1927.  Austrosynapha gracilis ingår i släktet Austrosynapha och familjen svampmyggor. Inga underarter finns listade i Catalogue of Life.